# Hydroides pseudouncinatus
Hydroides pseudouncinatus är en ringmaskart som beskrevs av Zibrowius 1968. Hydroides pseudouncinatus ingår i släktet Hydroides och familjen Serpulidae.

## Underarter
Arten delas in i följande underarter:
- H. p. africanus
- H. p. pseudouncinatus